# Temporada de furacões no oceano Atlântico de 1998
A temporada de furacões no Atlântico de 1998 foi um evento no ciclo anual de formação de ciclones tropicais. A temporada começou em 1 de junho e terminou em 30 de novembro de 1998. No entanto, o furacão Nicole dissipou-se no dia seguinte ao término oficial da temporada. Estas datas delimitam convencionalmente o período de cada ano quando a maioria dos ciclones tropicais tende a se formar na bacia do Atlântico.
A atividade da temporada de furacões no oceano Atlântico de 1998 ficou acima da média, com um total de 14 tempestades dotadas de nome e dez furacões, sendo que três destes atingiram a intensidade igual ou superior a um furacão de categoria 3 na escala de furacões de Saffir-Simpson.
A temporada começou efetivamente com a formação da tempestade tropical Alex em 27 de julho. Quase um mês depois, o furacão Bonnie atingiu a costa leste dos Estados Unidos, causando 3 fatalidades e mais de 720 milhões de dólares em prejuízos. No final de setembro, o furacão Georges afetou boa parte do Caribe e do sudeste dos Estados Unidos, causando mais de 600 fatalidades e cerca de 5,9 bilhões de dólares em prejuízos. No entanto, o furacão Mitch causou mais de 12.000 fatalidades ao atingir Honduras no final de outubro, e causando outros 5 bilhões de dólares em prejuízos. Mitch é o segundo furacão que provocou mais mortes no Atlântico em toda a história, atrás somente do grande furacão de 1780, que provocou mais de 22.000 fatalidades.

## Resumo sazonal

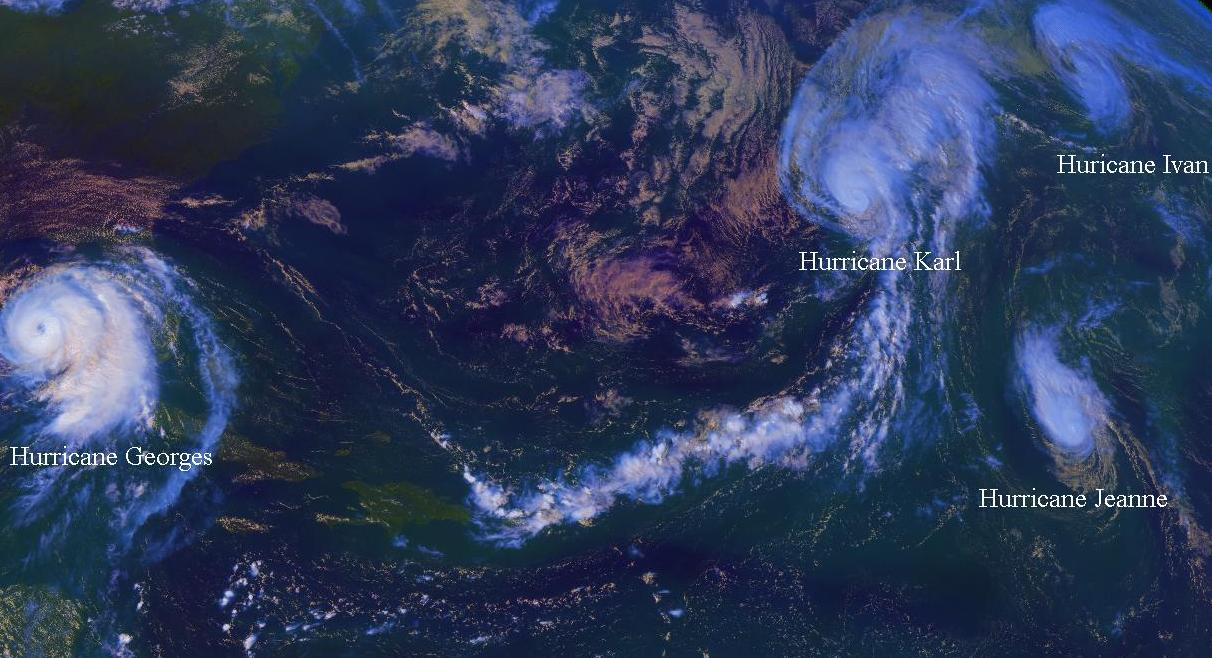
Quatro furacões estava simultaneamente ativos em 26 de setembro – Georges, Ivan, Karl, e Jeanne

| Rank | Temporada | ECA |
| ---- | --------- | --- |
| 1    | 1933      | 259 |
| 2    | 2005      | 250 |
| 3    | 1893      | 231 |
| 4    | 1926      | 230 |
| 5    | 1995      | 228 |
| 6    | 2004      | 227 |
| 7    | 2017      | 225 |
| 8    | 1950      | 211 |
| 9    | 1961      | 189 |
| 10   | 1998      | 182 |

## Sistemas

### Furacão Georges
O Furacão Georges foi um poderoso e duradouro furacão do tipo Cabo Verde de categoria 4 que em setembro de 1998 causou severa destruição ao atravessar o Caribe e o Golfo do México, atingindo sete landfalls ao longo de seu caminho. Georges foi a sétima tempestade tropical, o quarto furacão e o segundo maior furacão da temporada de furacões no Atlântico de 1998. Tornou-se a tempestade mais destrutiva da temporada, o furacão mais caro no Atlântico desde o furacão Andrew em 1992 e permaneceu o mais caro até o furacão Charley em 2004, e o mais mortal desde o furacão Gordon em 1994. Georges matou 604 pessoas, principalmente na ilha de Hispaniola, e causou grandes danos, resultando em pouco menos de US$ 10 mil milhões ( dólares americanos de 1998) em danos, principalmente em St. Kitts e Nevis, Porto Rico e Hispaniola.
O furacão atingiu a costa em pelo menos seis países ( Antígua e Barbuda, St. Kitts e Nevis, Haiti, República Dominicana, Cuba e Estados Unidos), mais do que qualquer outro furacão desde o furacão Inez na temporada de 1966. Ao longo de seu caminho de destruição, causou inundações extremas e deslizamentos de terra, bem como grandes danos às plantações. Milhares ficaram desabrigados como resultado da tempestade nas Pequenas Antilhas, e os danos totais totalizaram cerca de US$ 880 milhões. Nas Grandes Antilhas, centenas de mortes foram confirmadas, junto com mais de US$ 2,4 mil milhões em danos. Centenas de milhares ficaram desabrigados, junto com quantidades catastróficas de enchentes, chuvas torrenciais e grandes ondas de tempestade. As inundações foram exacerbadas fortemente pelas defesas costeiras que foram quebradas por ondas altas. As plantações foram fortemente danificadas e milhares de casas foram destruídas devido a deslizamentos de terra.
Nas Ilhas Virgens dos Estados Unidos e em Porto Rico, os danos foram extensos, especialmente neste último. Nas ilhas, a agricultura e a pecuária foram afetadas, mas os impactos foram geralmente menores. 55 barcos afundaram. Em Porto Rico, a tempestade foi a primeira a passar pela ilha desde o furacão San Ciprián de 1932. Tempestade aumenta 10 pés de altura foram registados, junto com danos em grande parte do país. As estradas ficaram intransitáveis e as praias sofreram erosão devido às fortes inundações. Algumas áreas ficaram isoladas. Os danos às colheitas foram extremos, especialmente para a bananeira. 96% da população do país ficou sem energia devido ao corte de quase 50% das linhas elétricas da ilha. Quase 73.000 casas foram danificadas, com pouco mais de 28.000 outras sendo destruídas. Por não haver sistemas de água totalmente desenvolvidos, 75% dos serviços de água e esgoto foram perdidos. US $ 3,6 mil milhões foram causados em Porto Rico devido aos impactos de Georges, embora o governador do país estimou que poderia ter sido em torno de US $ 7–8 mil milhões em setembro de 2017.

## Nomes das tempestades
Os nomes abaixo foram usados para dar nomes às tempestades que se formaram no Atlântico Norte em 1998. Esta é a mesma lista usada na temporada de 1993, exceto por Alex, que substituiu Andrew. Devido aos impactos causados pelos furacões Georges e Mitch, seus nomes foram retirado e substituídos por Gaston e Matthew, que juntamente com os outros nomes não retirados desta lista, compuseram a lista de nomes da temporada de 2004.
| - Alex - Bonnie - Charley - Danielle - Earl - Frances - Georges | - Hermine - Ivan - Jeanne - Karl - Lisa - Mitch - Nicole | - Otto (sem usar) - Paula (sem usar) - Richard (sem usar) - Shary (sem usar) - Tomas (sem usar) - Virginie (sem usar) - Walter (sem usar) |

## Efeitos sazonais
Esta é uma tabela das tempestades na temporada de furacões no Atlântico de 1998. Ele menciona todas as tempestades da temporada e seus nomes, desembarque (s), intensidades de pico, danos (em milhões) e totais de morte. As mortes entre parênteses são adicionais e indiretas (por exemplo, um acidente de trânsito ou deslizamento de terra), mas ainda estão relacionadas com essa tempestade. Os totais de danos e morte nesta lista incluem impactos quando a tempestade foi uma onda precursora ou baixa pós-tropical, e todos os números de danos são em 1998 USD.

| Escala de Furacões de Saffir-Simpson |    |    |   |   |   |   |   |
| DT                                   | TS | TT | 1 | 2 | 3 | 4 | 5 |

| Alex                  | 27 de julho – agosto 2      | Tempestade tropical | 85 (50)   | 1000 | Nenhum | Nenhum              | Nenhum     |  |
| Bonnie                | 19 de agosto – 30           | Furacão categoria 3 | 185 (115) | 954  | Sudoeste dos Estados Unidos, Médio Atlântico, Massachusetts, Províncias atlânticas do Canadá                             | $1 mil milhões      | 5          |  |
| Charley               | 21 de agosto – 24           | Tempestade tropical | 110 (70)  | 1000 | Louisiana, Texas, México                                                                                                 | $50 milhões         | 20         |  |
| Danielle              | 24 de agosto – setembro 3   | Furacão categoria 2 | 165 (105) | 960  | Porto Rico, Costa Leste dos Estados Unidos, Províncias atlânticas do Canadá, Reino Unido                                 | $50,000             | Nenhum     |  |
| Earl                  | 31 de agosto – setembro 3   | Furacão categoria 2 | 155 (100) | 985  | Mexico, Sudoeste dos Estados Unidos                                                                                      | $79 milhões         | 3          |  |
| Frances               | 8 de setembro – 13          | Tempestade tropical | 100 (65)  | 990  | Mexico, Florida, Costa do Golfo dos Estados Unidos, Região Centro-Oeste dos Estados Unidos, Nova Iorque, Nova Inglaterra | $500 milhões        | 1 (1)      |  |
| Georges               | 15 de setembro – outubro 1  | Furacão categoria 4 | 250 (155) | 937  | Pequenas Antilhas, Grandes Antilhas, Sudoeste dos Estados Unidos                                                         | $9.37 mil milhões   | 604        |  |
| Hermine               | 17 de setembro – 20         | Tempestade tropical | 75 (45)   | 999  | Louisiana, Mississippi, Alabama                                                                                          | $85,000             | 0 (2)      |  |
| Ivan                  | 19 de setembro – 27         | Furacão categoria 1 | 150 (90)  | 975  | Nenhum | Nenhum              | Nenhum     |  |
| Jeanne                | 21 de setembro – outubro 1  | Furacão categoria 2 | 165 (105) | 969  | Espanha, Portugal | Nenhum              | Nenhum     |  |
| Karl                  | 23 de setembro – 28         | Furacão categoria 2 | 165 (105) | 970  | Nenhum | Nenhum              | Nenhum     |  |
| Lisa                  | 5 de outubro – outubro 9    | Furacão categoria 1 | 120 (75)  | 995  | Nenhum | Nenhum              | Nenhum     |  |
| Mitch                 | 22 de outubro – novembro 5  | Furacão categoria 5 | 285 (180) | 905  | Ilhas Cayman, Cuba, Jamaica, América Central, México, Florida, Irlanda                                                   | $6.08 mil milhões   | ≥ 11,374   |  |
| Nicole                | 24 de novembro – dezembro 1 | Furacão categoria 1 | 140 (85)  | 979  | Nenhum | Nenhum              | Nenhum     |  |
| Agregado da temporada |                             |                     |           |      | |                     |            |  |
| 14 sistemas           | 27 de julho – dezembro 1    |                     | 285 (180) | 905  | | $17,079 mil milhões | 12 007 (3) |  |